# Bamenda
Bamenda é uma cidade dos Camarões localizada na província de Noroeste. Bamenda é a capital do departamento de Mezam.